# Aéroport d'Al Bahah
L'Aéroport d'Al Bahah (en arabe: مطار الباحة المحلي) (code IATA : ABT • code OACI : OEBA) est un petit aéroport national desservant la ville d'Al Bahah, dans le sud de l'Arabie saoudite.

## Situation
| Neom Dammam Djeddah Riyadh Médine Al-Hofuf Yanbu Buraidah Abha Al Bahah Haïl Tabuk Ta'if Al-Jawf Al Wajh Arar Bisha Dawadmi Gurayat Najran Qaisumah Rafha Sharurah Al-`Ula Turaif Wadi al-Dawasir |

## Compagnies et destinations
| Compagnies | Destinations                                               |
| ---------- | ---------------------------------------------------------- |
| Flynas     | Abha, Dammam-roi Fahd, Riyad-roi Khaled                    |
| Saudia     | Dammam-roi Fahd, Djeddah - Roi-Abdelaziz, Riyad-roi Khaled |

Édité le 24/06/2020

## Statistiques
Pour des raisons techniques, il est temporairement impossible d'afficher le graphique qui aurait dû être présenté ici.

Voir la requête brute et les sources sur Wikidata.